# Tamaza
Tamaza (tiếng Ả Rập: تمازة) là một ngôi làng Syria nằm ở Tphó huyện Tell Salhab ở huyện Al-Suqaylabiyah, Hama. Theo Cục Thống kê Trung ương Syria (CBS), Tamaza có dân số 101 người trong cuộc điều tra dân số năm 2004.